# قلعة قاسم (كعيدنة)

تعديل مصدري - تعديل

قلعة قاسم هي إحدى قرى عزلة الثلث بمديرية كعيدنة التابعة لمحافظة حجة، بلغ تعداد سكانها 205 نسمة حسب تعداد اليمن لعام 2004.